# Милбрей
Милбрей (англ. Millbrae) — город в округе Сан-Матео в штате Калифорния в Соединённых Штатах Америки.
Согласно данным переписи населения США 2020 года число жителей города 
составляло 23 216 человек, что, для такого небольшого населённого пункта, существенно больше (+ 7.8%), чем было во время предыдущей переписи проводившейся в 2010 году (21 532 человека).

## История
В доколумбову эпоху в течение тысяч лет на землях нынешней области залива Сан-Франциско жили коренные американцы из народа олони. Ближайшие к Милбрей деревни индейцев были расположены на берегах ручья Сан-Бруно, и они известны как Уребуре и Сипличикин. Третья близлежащая деревня, оригинальное название которой неизвестно, идентифицируется кодом CA-SMA-299.

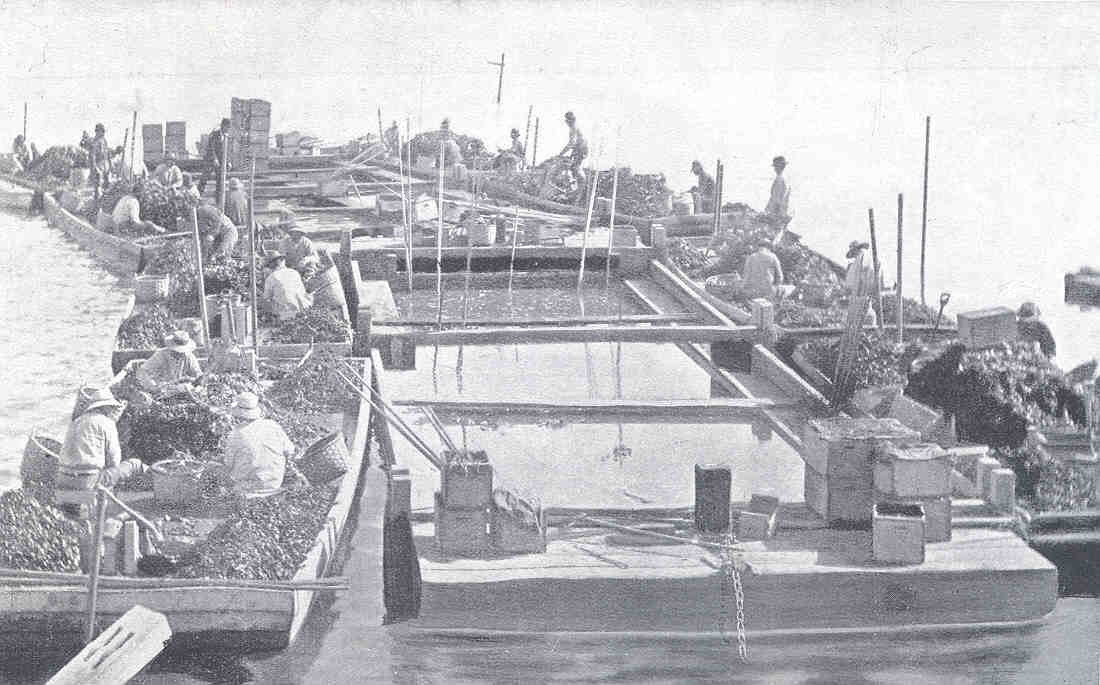
Пристань залива близ Милбрей в конце XIX века

Железная дорога Сан-Франциско и Сан-Хосе, предшественница Caltrain, начала работу в 1863 году, напрямую соединив Милбрей и другие города полуострова с Маркет-стрит, Сан-Франциско. Несмотря на появление железнодорожной линии, в XIX веке Милбрей рос довольно медленно: по данным переписи населения США 1890 года, в городе проживало всего 243 человека. 
14 января 1948 года сообщество было включено в реестр штата Калифорния и Милбрей официально получил статус города.
Ныне станция Миллбрей является единственной запланированной остановкой высокоскоростной железной дороги Калифорнии между Сан-Франциско и Сан-Хосе. 
4 апреля 2023 года на территории Исторического музея в Милбрее был открыт гранитный мемориал с именами всех, летевших на борту Clipper Romance of the Skies потерпевшего катастрофу в Тихом океане. На церемонии присутствовали родственники пассажиров и членов экипажа рейса PA-007.

## География
По данным Бюро переписи населения США, общая площадь Милбрея составляет 3,26 квадратных мили (8,4 км2), из которых 3,25 квадратных мили (8,4 км2) приходится на сушу, а 0,01 квадратных мили (0,0 км2 или 0,36%) приходится на водную поверхность.

## Климат
По данным Национальной метеорологической службы, ближайшая станция которой находится в близлежащем международном аэропорту Сан-Франциско, где первые записи датируются началом 1927 года, Милбрей имеет типичный средиземноморский климат с прохладной, влажной зимой и сухим, мягким летом. 

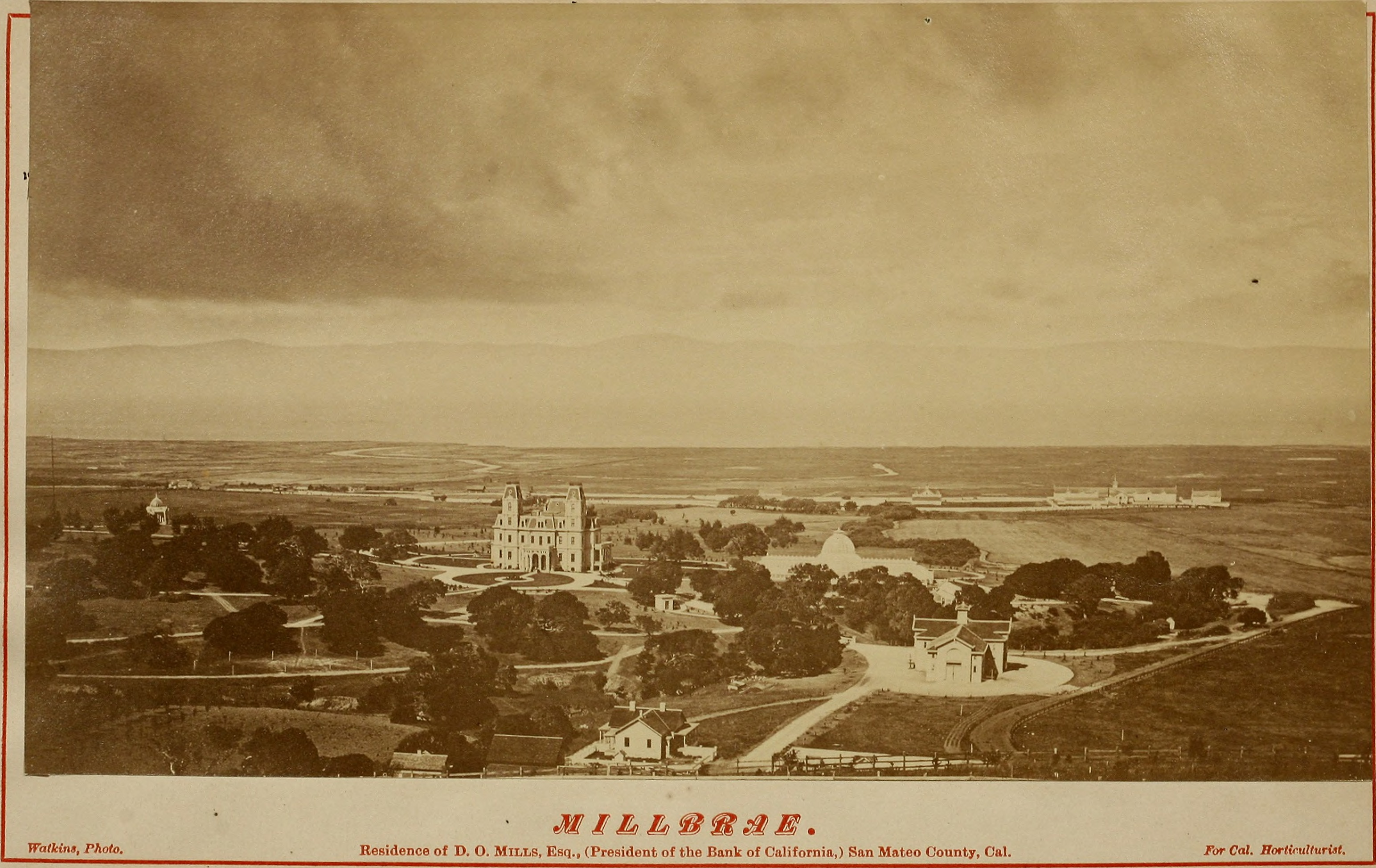
Милбрей в 1870-е

Ночные и утренние туманы обычны в летние месяцы. Частые западные морские бризы поддерживают относительно мягкие температуры в течение года с максимумами в середине-верхней пятидесятой (~15 °C) и минимумами в середине-верхней сороковой (~8 °C) зимой и максимумами в нижней части семидесятых (~22 °C) и минимумами в середине-верхней пятидесятой (~13 °C) летом. 
Годовое количество осадков колеблется от 20 дюймов (510 мм) в низинах до 32 дюймов (810 мм) на холмах около бульвара Скайлайн и шоссе I-280; большая часть осадков выпадает с ноября по апрель. Снег выпадает очень редко; последний зафиксированный случай был 5 февраля 1976 года.